# 政治分肥

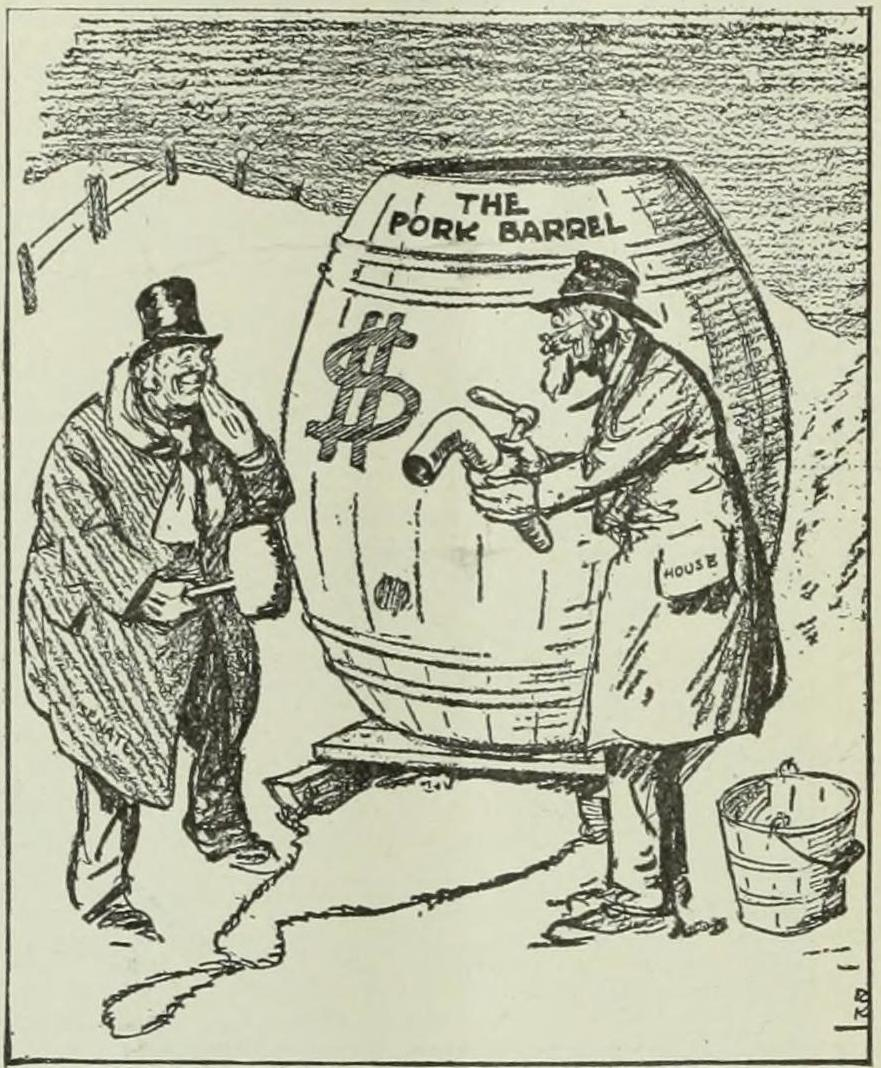
1917年諷刺豬肉桶政治的美國政治漫畫

政治分贓（英語：Pork barrel，另稱猪肉桶政治或政治酬庸）是指议员在法案上附加对自己亲信有利的附加条款而自肥的政治手段。「猪肉桶」一詞詞源据说來自美國印地安人在族人中分享腌制猪肉的传统。
1829年3月，民主黨的第一位美國總統安德鲁·杰克逊就職後，撤換大量民主共和黨的聯邦政府官員，並以自己的支持者與友人取代，被稱為「分贓制度」（英語：spoils system）；這個詞於1832年由美國參議員威廉·L·马西提出，引自其名句「勝利者擁有戰利品」（英語：“To the victor belong the spoils”）。安德鲁·杰克逊認為，獎賞所屬派系並鼓勵其他人加入，有助民主；這是杰克逊民主的由來，也是現代最早期民粹主義的雛形。分贓制度在美國重建時期成為美國政治最腐敗的時期，直到1883年才被《彭德爾頓法案》終結。
政治分肥大部分采取直接对某地区或某企业拨款方法，在舆论监督较严的情况下也有使用更间接的办法。「猪肉桶条款」一般都是在法案最后要通过时，采取紧急附加条款的方法加入；法案的支持者为了获得这些议员的支持和法案的及时通过，只能放任这些政客加入自肥的附加条款。卡尔·施米特對議會制不抱任何幻想，他說：「議會制度造成了使人們的希望徹底破滅的狀況：公眾事務變成了黨派及其追隨者分贓和妥協的對象；政治完全不是精英的事業，倒成了一個可疑的階層從事的可恥勾當。」